# Роджър Санчес
Роджър Санчес (на английски: Roger Sanchez) е популярен хаус DJ и продуцент с доминиканско-американски произход.
Определян е от много като „диджеят на диджеите“ заради иновативните му техники за миксиране и поради контакта му с публиката по време на сетовете.
Роден в семейство на имигранти от Доминиканската република Санчес винаги е имал желание да изгради музикална кариера. Изучава архитектура в института Пат в Ню Йорк, но приема съвета на баща си да се откаже от това и да започне кариера като DJ. Така постепенно става канен в клубовете в Ню Йорк, а по-късно и навсякъде по света. Заедно с Давид Моралес и Дани Теналя той се превръща в икона за европейската клубна култура и по-специално за испанския остров Ибиса, добре познат с хеденостичния си лайфстайл и нощен живот.
По-късно е канен и да ремиксира песни на популярни изпълнители като Мадона, No Doubt, Майкъл Джексън, Бейбифайс и др. Миксовете му са много често въртяни по клубовете, а много от парчетата му са често намират място в сетовете на други хаус DJi.
През 2001 г. издава първия си албум – „First Contact“, от който по-късно излиза сингълът „Another Chance“, включващ семпъл от „I Won't Hold You Back“ на Toto. Песента става номер 1 в много европейски държави.
През 2004 г. печели Грами за най-добър ремикс – „Hella Good“ на No Doubt.
Роджър Санчес има и собствен лейбъл – Stealth Records.